# Monzingen
Monzingen ist eine Ortsgemeinde im Landkreis Bad Kreuznach in Rheinland-Pfalz. Sie gehört der Verbandsgemeinde Nahe-Glan an. Monzingen ist eine über 1200 Jahre alte Weinbaugemeinde an der mittleren Nahe.

## Geographie
Monzingen ist in einem Seitental der mittleren Nahe gelegen, das vom Gaulsbach durchflossen wird. Im Norden, Osten und Westen wird der Ort von 250–300 m hohen Bergen eingerahmt, gen Süden öffnet sich das Tal zur Nahe hin.
Das Zentrum bildet der 200 m hohe Kirchberg mit der aus dem 13. Jahrhundert stammenden Martinskirche. Die Häuser erstrecken sich an einem sanft von Westen nach Osten abfallenden Berghang. Die jüngsten Neubauten liegen größtenteils auf einem östlichen Berg in Richtung Nußbaum und überragen den alten Ortskern mit seinen historischen Bauwerken. Südlich, im Nahetal, jenseits der Bundesstraße 41 und der Bahnstrecke Bingen–Saarbrücken liegt das Gewerbegebiet, Sportanlagen und einer der größten Campingplätze im Nahetal.
Die umliegenden Berghänge sind von Mischwald bedeckt oder werden an den Südhängen meist für den Weinbau genutzt. Einige der schon seit längerem aufgegebenen Weinberge an den Berghängen sind von einem Buschwald bedeckt. Vor allem an den steilen Südhängen der bekannten Monzinger Weinlagen Frühlingsplätzchen und Halenberg wird noch intensiv Weinbau betrieben. Sie sind Teil des bestimmten Anbaugebietes Nahe.
Zu Monzingen gehört auch der Wohnplatz Nahemühle.

## Geschichte

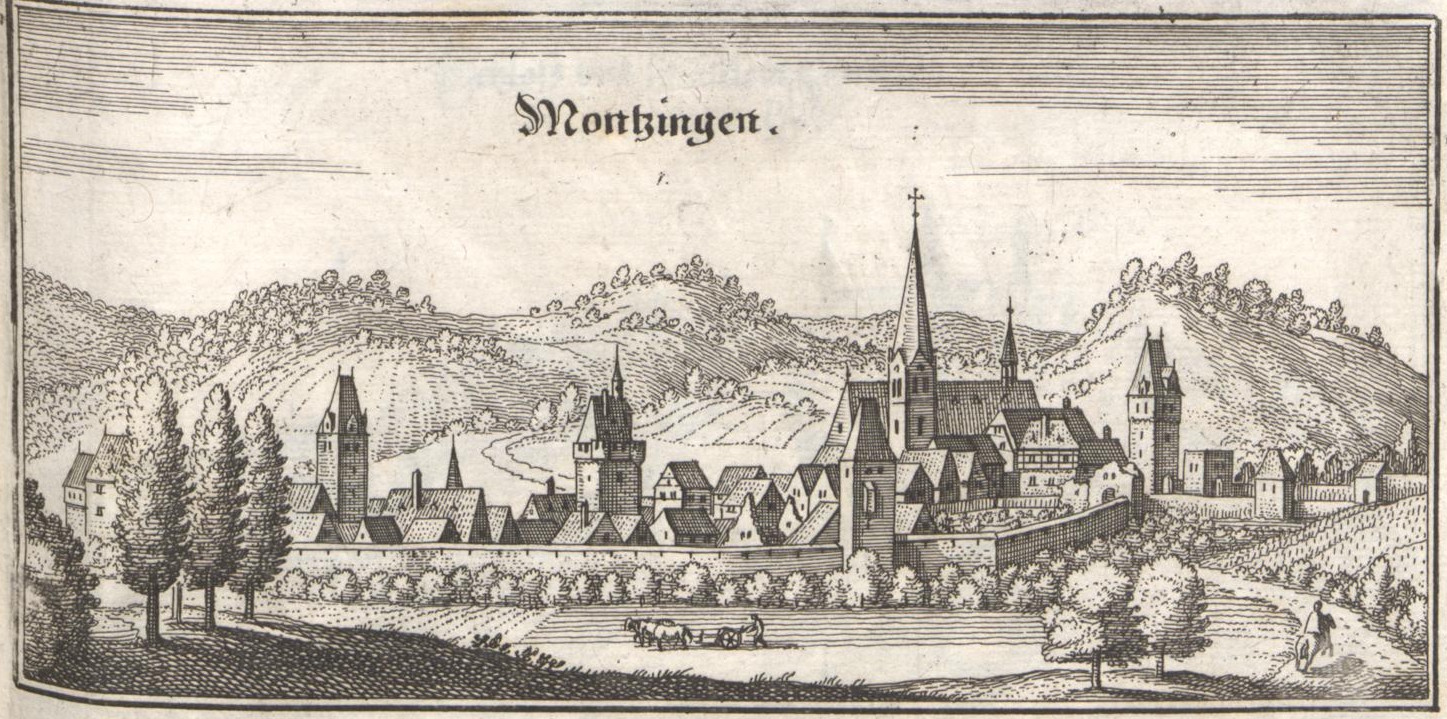
Ansicht von Merian

Die erste urkundliche Erwähnung Monzingens geht auf eine Schenkung von Weinbergen an das Kloster Lorsch im Jahre 778 zurück. Während der Zeit der Stammesherzogtümer gehörte der Ort zum Herzogtum Franken.

### Ortsname
Die frühen Formen des Ortsnamens wie Monzecha, Munzaher und Monzaha leiten sich vom Namen eines fränkischen Ansiedlers (Munt/Mund) in Verbindung mit der Silbe -aha/-ach ab, die Wasser oder fließendes Gewässer bedeutet.
Im Laufe der Zeit wandelte sich der Name bis zur heutigen Form. Unter anderem sind folgende Schreibweisen bekannt:
| Jahr | Schreibweise                   |
| ---- | ------------------------------ |
| 1061 | Munzecha                       |
| 1074 | villa Munzichum                |
| 1197 | Munziche                       |
| 1283 | Monzecho                       |
| 1297 | Moncichen                      |
| 1355 | Muntziche (Stadtrechtsurkunde) |
| 1380 | Montzingen                     |
| 1421 | Muntzingen                     |
| 1494 | Montzingen                     |

### Einwohnerentwicklung
Die Entwicklung der Einwohnerzahl von Monzingen, die Werte von 1871 bis 1987 beruhen auf Volkszählungen:
| Jahr | Einwohner |
| ---- | --------- |
| 1815 | 962       |
| 1835 | 1.201     |
| 1871 | 1.168     |
| 1905 | 1.167     |
| 1939 | 1.133     |

| Jahr | Einwohner |
| ---- | --------- |
| 1950 | 1.245     |
| 1961 | 1.381     |
| 1970 | 1.496     |
| 1987 | 1.545     |
| 1997 | 1.611     |

| Jahr | Einwohner |
| ---- | --------- |
| 2005 | 1.731     |
| 2011 | 1.629     |
| 2017 | 1.583     |
| 2024 | 1.561     |

## Politik

### Ortsbürgermeister
- 1948–1962: Karl Thöne
- 1962–1972: Hugo Dämgen, Amtsbürgermeister (FWG)
- 1962–1986: Erich Schauß (FDP)
- 1986–1990: Willi Böttcher (SPD)
- 1990–2009: Adolf Geib (SPD)
- 2009–2014: Norbert Alt (SPD)
- 2014–2019: Hans-Jürgen Eckert (Einzelbewerber)
- seit 2019: Klaus Stein (SPD)

### Wappen
| Wappen von Monzingen | Blasonierung: „In von Schwarz und Rot geteiltem Schild oben ein schreitender rotbezungter doppelschwänziger goldener Löwe, unten ein silbernes sechsspeichiges Rad.“ |
| Wappen von Monzingen | Wappenbegründung: Es verweist auf die ehemalige Zugehörigkeit zur Kurpfalz und zu Kurmainz.                                                                          |

### Gemeindepartnerschaften
- Monzingen pflegt seit 1963 eine Partnerschaft mit der französischen Gemeinde Entrains-sur-Nohain. Bis 1994 wurde diese von der Gemeindeverwaltung gepflegt. Seit 1994 nimmt ein Freundeskreis diese Aufgabe wahr.[4]

## Kultur und Sehenswürdigkeiten
Im historischen Zentrum gibt es mehrere prunkvolle Fachwerkhäuser aus dem 16. Jahrhundert, die Wahrzeichen des Ortes sind, ebenso wie die evangelische Pfarrkirche und das historische Rathaus:
- Das Alt’sches Haus in der Hauptstraße 59 wurde laut Inschrift im Jahre 1589 erbaut. Bauherr war der Bürgermeister und Schultheiß Matthias Knorr. Das Haus ist ein typisches Beispiel für das rheinische Fachwerk des späten 16. Jahrhunderts.
- Das Haus Müller in der Hauptstraße 64 wurde um 1600 erbaut. Es wurde im 18. Jahrhundert umgebaut, die Freilegung des Fachwerks erfolgte 1977.
- Das Haus Weber in der Hauptstraße 74 wurde 1574 erbaut. Es war vermutlich ursprünglich ein Erbbestandshof des Augustiner-Chorherrenstiftes Ravengiersburg.
- Das Haus Scherrer in der Hauptstraße 60. Das Haus wurde im 16. Jh. erbaut. In die vorspringende Hausecke ist eine als Fenster gearbeitete Ladenauslage mit dekorativer Muschelnische einer ehemaligen Bäckerei eingebaut. Die rückwärtigen Räume beherbergten die Ställe und Wirtschaftsgebäude.
- Die Pfarrkirche St. Martin wurde um 1000 unter dem Erzbischof Willigis als kleine Kapelle erbaut. Gotische Umbauten fanden im 13.–15. Jahrhundert statt. Die Kirche wird als eines der wichtigsten Baudenkmäler des Nahetals bezeichnet.
- Das Rathaus in der Hauptstraße 66 ist ein Sandsteinquaderbau, im Stil der spätklassizistisch geprägten Neugotik, erbaut 1861–64 vom Kreisbaumeister Conradi, Bad Kreuznach, umgebaut 1878 vom Kreisbauinspektor Müller.

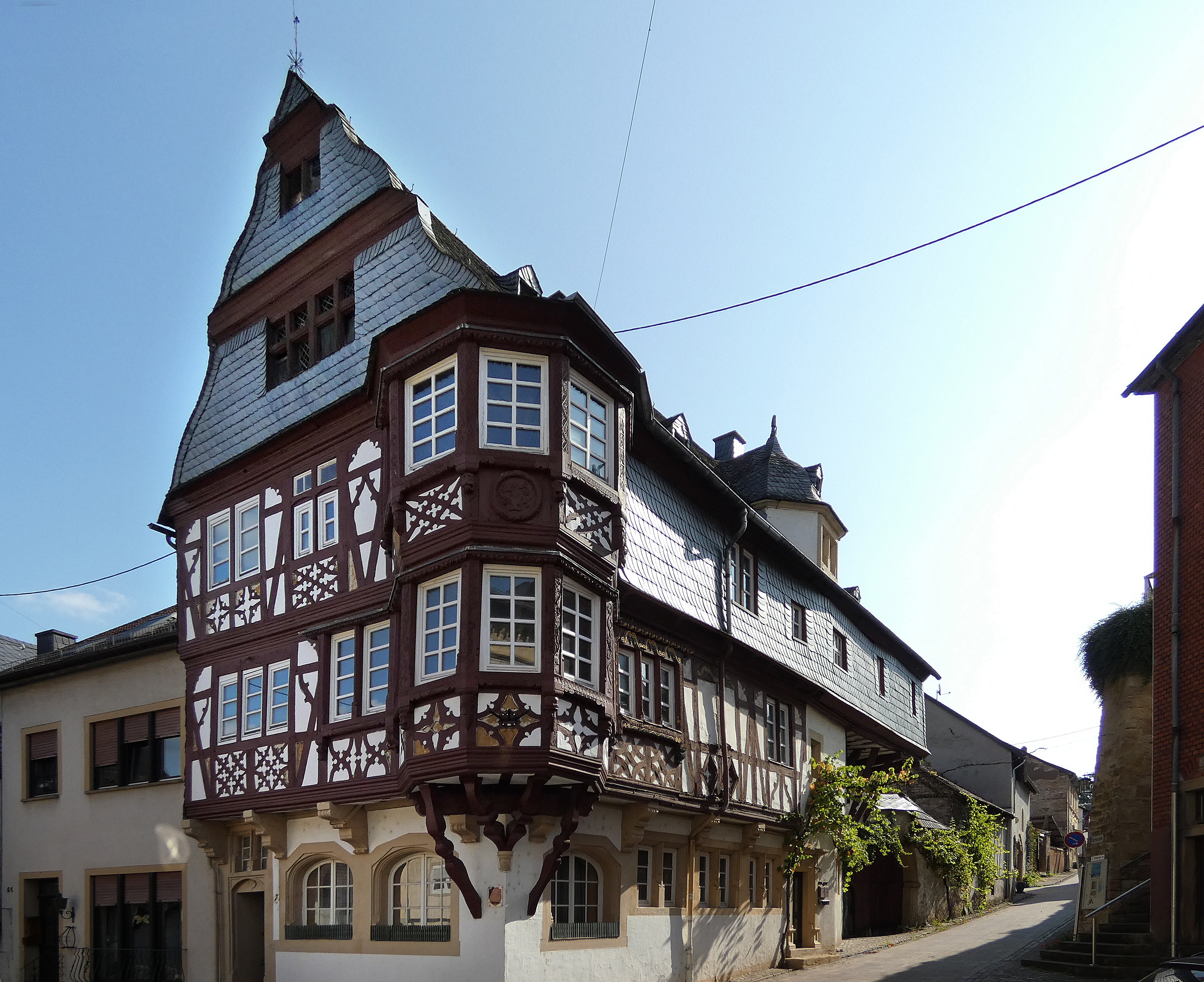
Alt’sches Haus
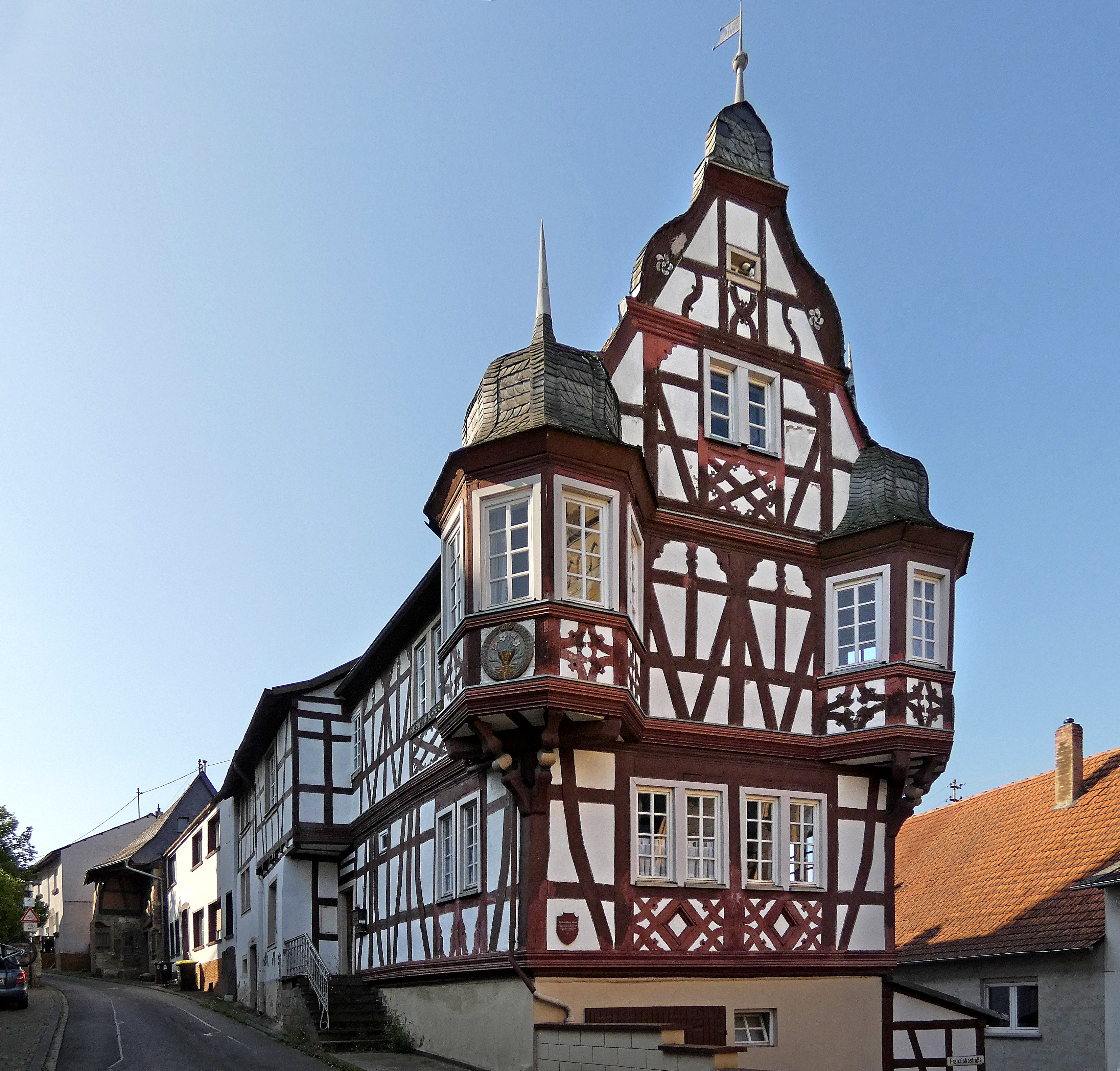
Haus Müller
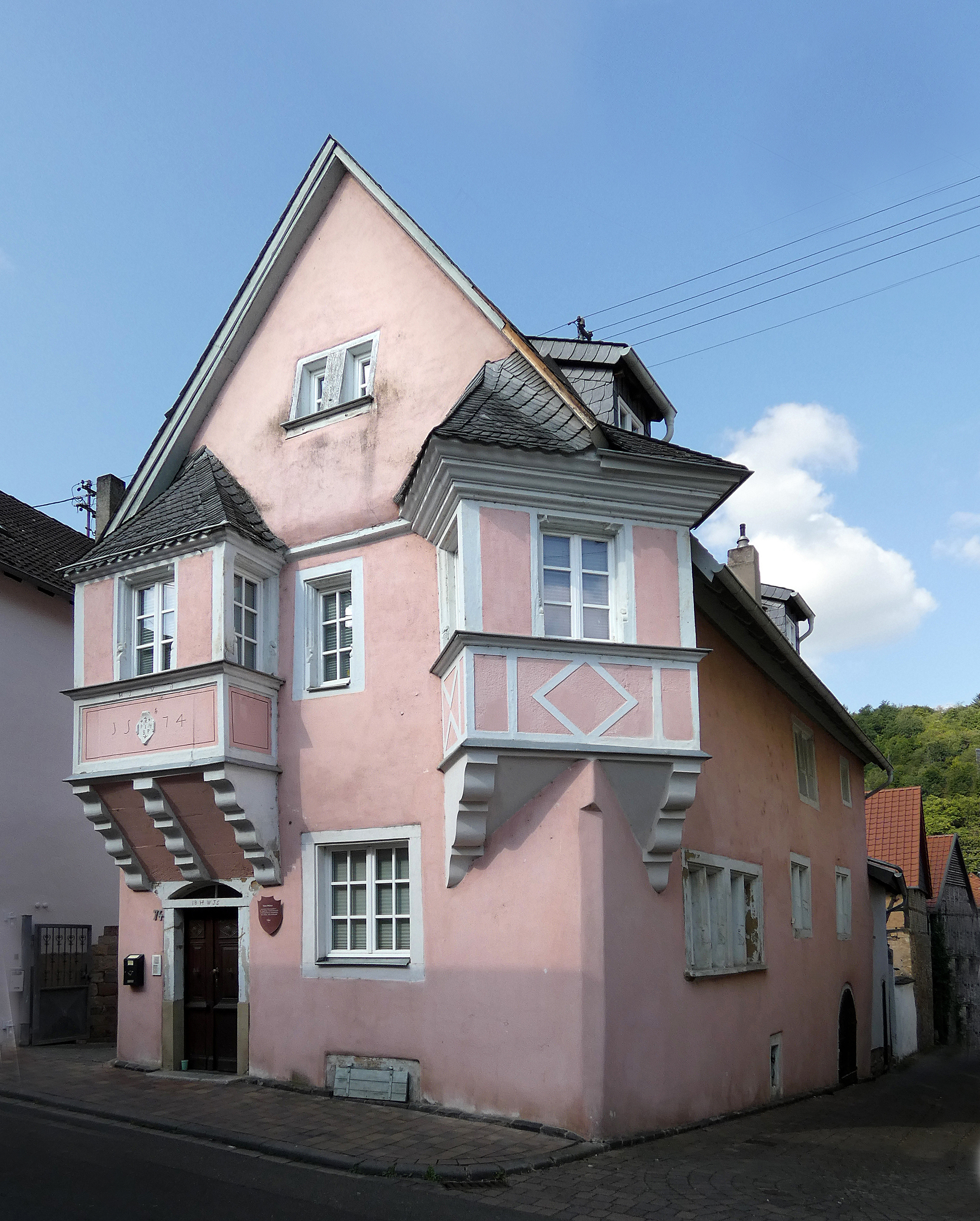
Haus Weber
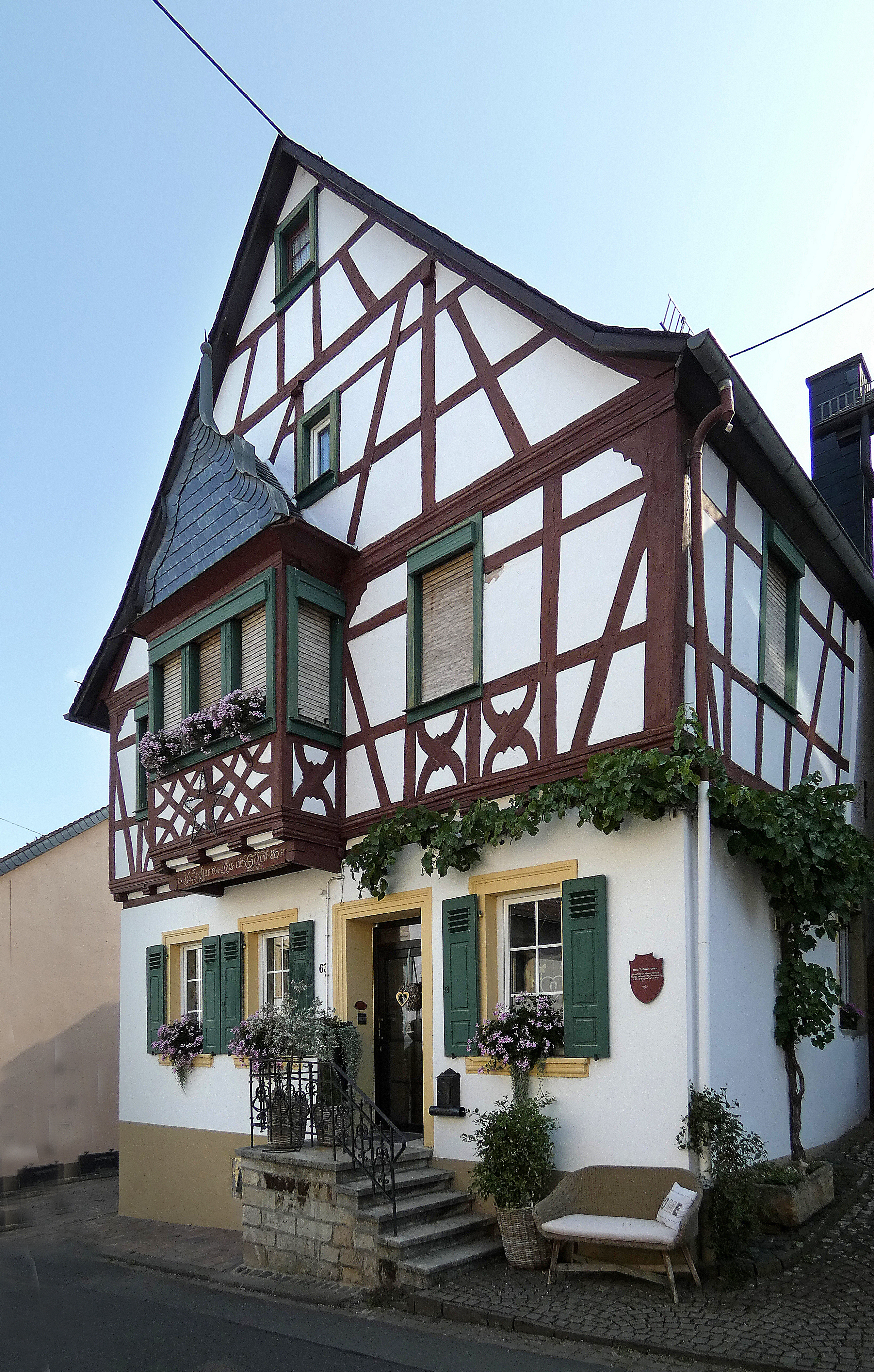
Haus Pathenheimer
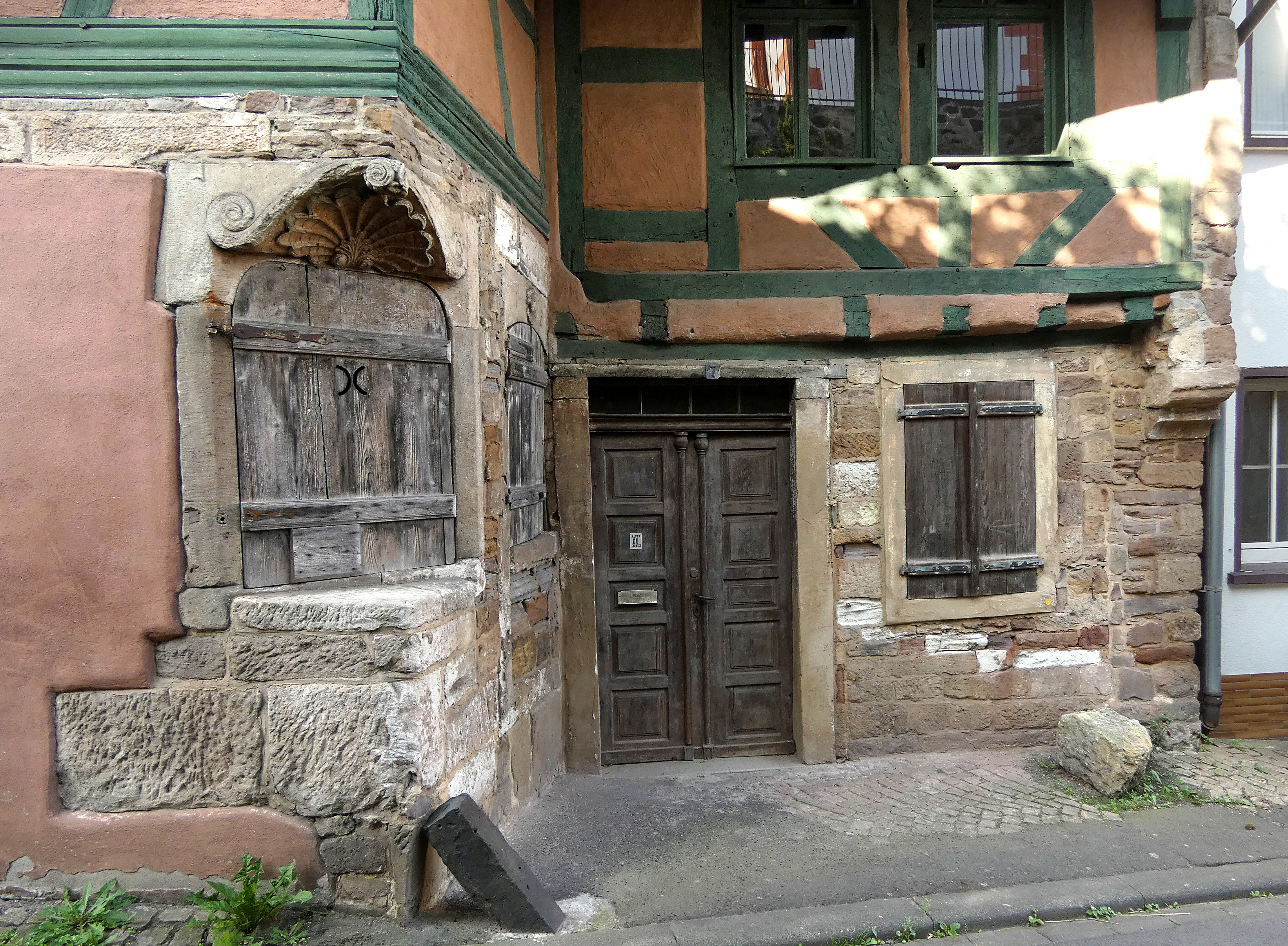
Haus Scherrer
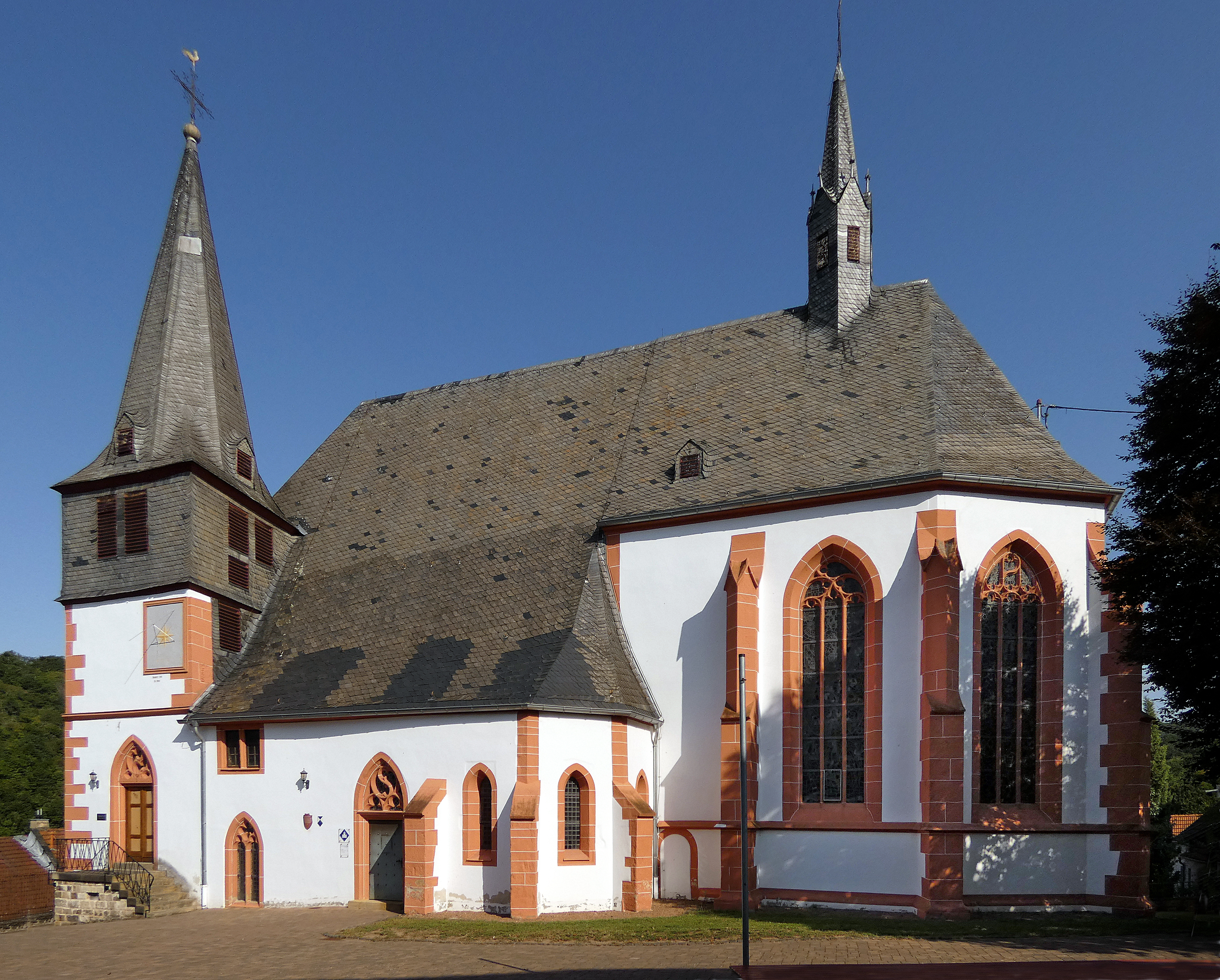
Evangelische Pfarrkirche
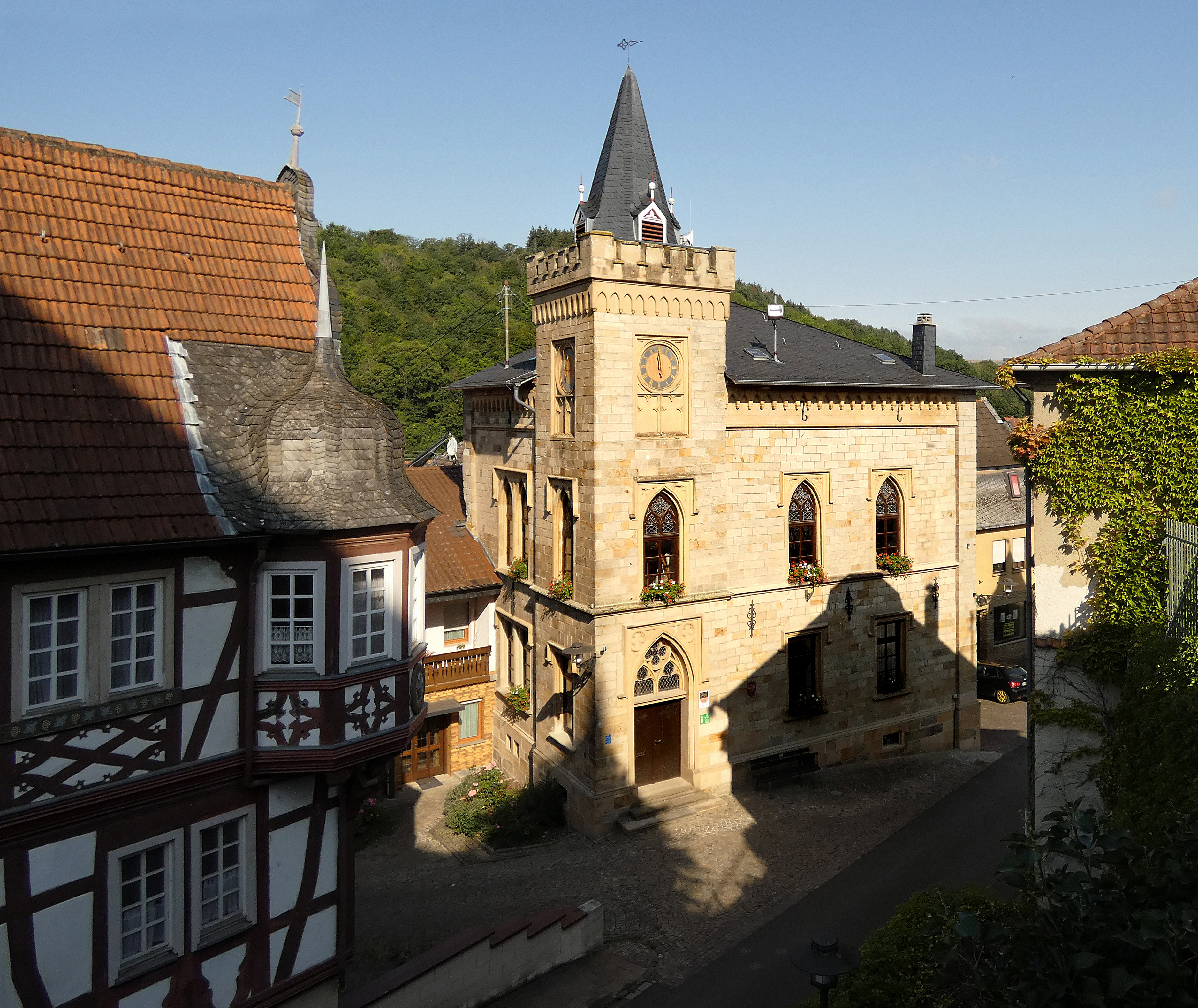
Rathaus

Siehe auch: Liste der Kulturdenkmäler in Monzingen

## Persönlichkeiten
- Johann Heinrich von Fuchs (1664–1727), Jurist, Professor in Frankfurt a. d. O., Präsident des Kammergerichts in Berlin, Vizepräsident und dirigirender Minister des Generaldirektoriums ebd.
- Carl Wülfing, auch: Karl Philipp Otto Wülfing (1812–1871), Landschaftsmaler der Romantik, Leutnant in Köln-Deutz, geboren in Monzingen, lebte später in (Bad) Hönningen am Rhein.
- Heinrich Riegel (1883–1967), Politiker (SPD) und Abgeordneter der Verfassungberatenden Landesversammlung Groß-Hessen
- Werner Vogt (1924–2006), Heimatwissenschaftler und Historiker